# Ablasstafel

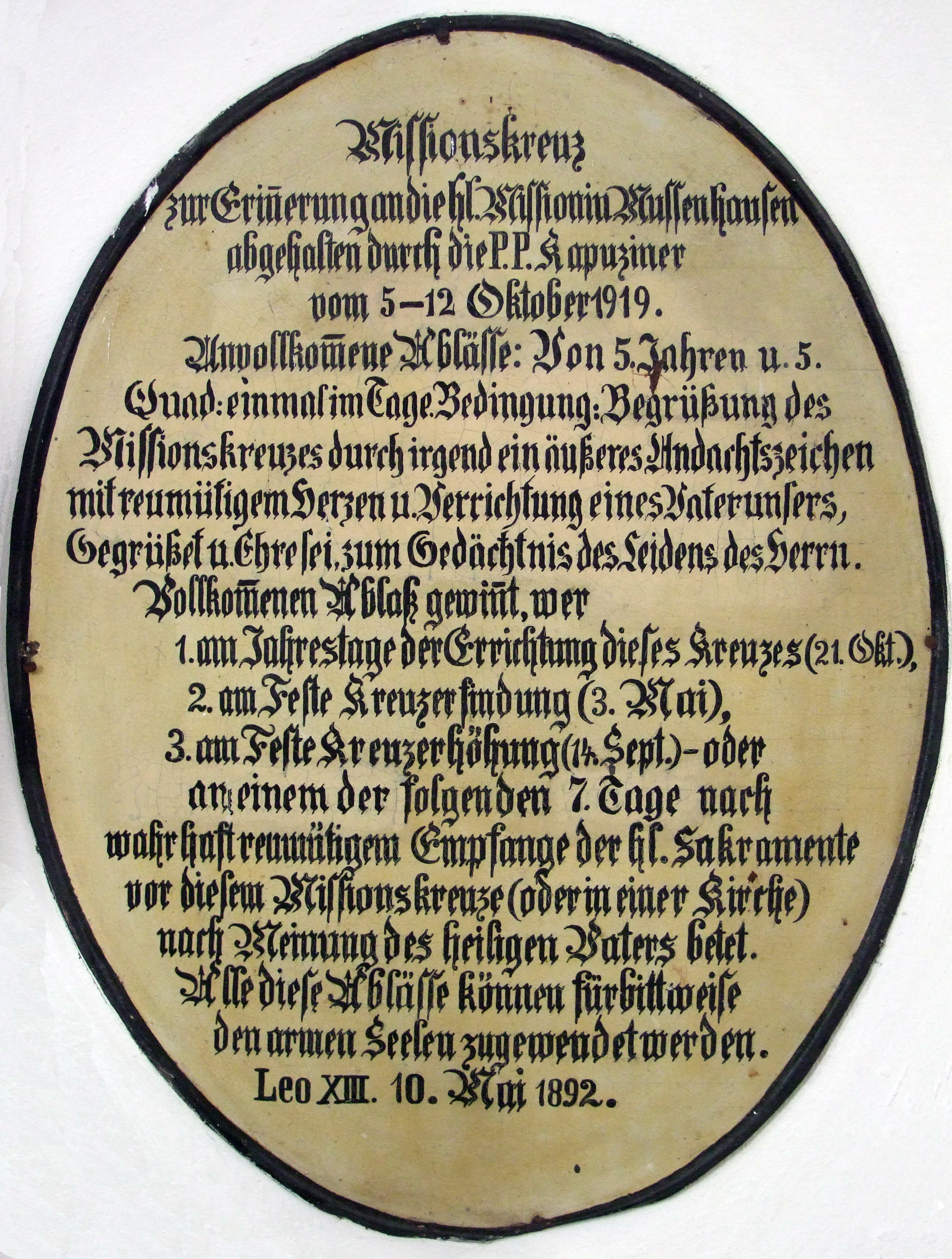
Ablasstafel in der Kirche Unserer Lieben Frau in Mussenhausen

Ablasstafeln oder Ablassbilder sind Erbauungsbilder („heilige Bilder“), mit deren frommer Betrachtung in Verbindung mit bestimmten Gebeten – und vorhergehender sakramentaler Beichte – die Gewinnung eines Ablasses verbunden war. Dass auch ein Epitaph als Ablasstafel dienen konnte, zeigt das Epitaph für den 1463 verstorbenen Dekan Kirchhain im Fritzlarer Dom. Auch Kusstafeln wie die Eberbacher Kusstafel waren mit dem Gewinn von Ablässen verknüpft.
Ablasstafeln nennt man auch ein Verzeichnis der Ablässe, die der Gläubige aufgrund eines entsprechenden Privilegs in dieser Kirche gewinnen kann (siehe Abbildung).